# Pyrgulopsis robusta
Pyrgulopsis robusta är en snäckart som först beskrevs av Walker 1908.  Pyrgulopsis robusta ingår i släktet Pyrgulopsis och familjen tusensnäckor. IUCN kategoriserar arten globalt som livskraftig. Inga underarter finns listade i Catalogue of Life.